# Nhà thờ Thánh Lawrence ở Zliechov
Nhà thờ Thánh Lawrence ở Zliechov (tiếng Slovakia: Kostol svätého Vavrinca v Zliechov) là một nhà thờ Công giáo La Mã tọa lạc ở làng Zliechov, vùng Trenčín, Slovakia. Vào ngày 7 tháng 11 năm 1963, nhà thờ này được ghi danh vào Danh sách Di tích Trung ương theo quyết định của Bộ Văn hóa Cộng hòa Slovakia.

## Lịch sử
Nhà thờ Thánh Lawrence ở Zliechov được xây dựng vào năm 1480. Trước đây từng có một nhà nguyện tọa lạc trên mảnh đất hiện nay của nhà thờ, đó là là nhà nguyện Thánh Vavrinca. Nhà thờ Thánh Lawrence ở Zliechov ban đầu được xây dựng theo phong cách kiến trúc Gothic, nhưng sau này được tái thiết theo phong cách kiến trúc Cổ điển. Một cuộc đại trùng tu nhà thờ được tiến hành vào năm 1787. Mái của nhà thờ cũng được lợp lại bằng ván lợp gỗ vào năm 1870. Những đồ nội thất của nhà thờ có niên đại vào cuối thế kỷ 18.
Ngày nay, nhà thờ vẫn còn giữ được một số chi tiết kiến trúc theo kiểu Gothic ban đầu bên trong tòa tháp chuông và trong các bức tường bao quanh nhà thờ. Ngoài ra, nhà thờ này còn lưu giữ một quả chuông được sử dụng từ năm 1588. Nhà thờ Thánh Lawrence ở Zliechov hiện đang là nhà thờ giáo xứ của giáo xứ Zliechov, và cha xứ của nhà thờ là Milan Kozák.